# Anna Brüggemann
Anna Brüggemann (Monaco di Baviera, 24 marzo 1981) è un'attrice e sceneggiatrice tedesca.

## Filmografia parziale

### Attrice
Cinema
- Anatomy (Anatomie), regia di Stefan Ruzowitzky (2000)
- 100 Pro, regia di Simon Verhoeven (2001)
- Ice Planet, regia di Winrich Kolbe (2001)
- Kleinruppin forever, regia di Carsten Fiebeler (2004)
- Oktoberfest, regia di Johannes Brunner (2005)
- Neun Szenen, regia di Dietrich Brüggemann (2006)
- Berlin am Meer, regia di Wolfgang Eissler (2008)
- Lulu und Jimi, regia di Oskar Roehler (2009)
- Mitte Ende August, regia di Sebastian Schipper (2009)
- Renn, wenn du kannst, regia di Dietrich Brüggemann (2010)
- Kreuzweg - Le stazioni della fede (Kreuzweg), regia di Dietrich Brüggemann (2014)
- Heil, regia di Dietrich Brüggemann (2015)
- Blind & Hässlich, regia di Tom Lass (2017)
- Nö, regia di Dietrich Brüggemann (2021)
- Black Box, regia di Asli Özge (2023)

Televisione
- Virus X - Il soffio della morte (Virus X - Der Atem des Todes) - film TV (1997)
- Baal - film TV (2004)
- Il commissario Voss (Der Alte) - serie TV, 3 episodi (2002-2009)
- Kommissarin Lucas - serie TV, 4 episodi (2013-2014)
- Hubert und Staller - Unter Wölfen - film TV (2016)
- Tatort - serie TV, 10 episodi (2001-2021)

### Sceneggiatrice
- Neun Szenen (2006)
- Renn, wenn du kannst (2010)
- Drei Zimmer/Küche/Bad (2012)
- Kreuzweg - Le stazioni della fede (Kreuzweg) (2014)
- Quando Hitler rubò il coniglio rosa (Als Hitler das rosa Kaninchen stahl) (2019) - copione
- Nö (2021)

## Riconoscimenti
- Festival di Berlino
  - 2014: "Orso d'argento per la migliore sceneggiatura" (Kreuzweg - Le stazioni della fede)